# Milétoszi Eubulidész
Milétoszi Eubulidész (magyar irodalomban néhol tévesen: Megarai Eubulidész; Kr. e. 4. század) ókori görög szónok, paradoxonairól ismert filozófus.
Megarai Eukleidész tanítványa volt. A dialektika fejlesztésével foglalkozott, amiért az athéni komédiaköltők kigúnyolták. Állítólag ő volt Démoszthenész mestere, és ő tanította meg az „r” hang kimondására a homéroszi „Odüsszeia” egy sorának (5, 402.) folytonos gyakoroltatásával. Zószimosz Gazaiosz említi.